# Passaporto spagnolo
Il passaporto spagnolo (pasaporte español) è un documento di identità rilasciato ai propri cittadini dal Regno di Spagna per i loro viaggi fuori dall'Unione europea e dallo Spazio economico europeo
Vale come prova del possesso della cittadinanza spagnola ed è necessario per richiedere assistenza e protezione presso le ambasciate spagnole nel mondo.

## Caratteristiche
Il  passaporto spagnolo rispetta le caratteristiche dei passaporti dell'Unione europea.
La copertina è di colore rosso borgogna con lo stemma della Spagna al centro, le scritte " UNIÓN EUROPEA " e subito sotto " ESPAÑA " sopra lo stemma e la parola "PASAPORTE" in basso.
Nel passaporto biometrico (e-passport) compare anche l'apposito simbolo 

## Tipi di passaporti
- Passaporto Ordinario (in spagnolo: Pasaporte ordinario) - Rilasciato per i viaggi ordinari, come vacanze e viaggi d'affari
- Passaporto Collettivo (in spagnolo: Pasaporte colectivo) - Rilasciato per l'occasione di pellegrinaggi, escursioni e altri atti di natura analoga, quando esiste la reciprocità con il paese di destinazione. La sua validità è limitata un singolo viaggio, la cui durata non potrà superare i tre mesi.
- Passaporto Diplomatico (in spagnolo: Pasaporte diplomático) - Rilasciato ai diplomatici spagnoli, funzionari governativi e corrieri diplomatici.
- Passaporto di Servizio (in spagnolo: Pasaportes oficiales y de servicio) - Rilasciato a individui che rappresentano il governo spagnolo in missione ufficiale